# Lucij Emilij Pavel Makedonik
Lucius Aemilius Paulus Macedonicus (Lucij Emilij Pavel Makedonik) (229 pr. n. št. - 160 pr. n. št.) je bil rimski politik in vojskovodja, najbolj znan po svoji veliki zmagi nad makedonsko vojsko v bitki pri Pidni med tretjo makedonsko vojno, po kateri si je prislužil vzdevek Macedonicus.
Njegov oče bil konzul in je umrl med bitko pri Kanah med drugo punsko vojno kot poveljnik rimske vojske.
Njegova sestra Aemilia Tertia je bila žena znanega rimskega državnika in vojskovodje Scipiona Afričana. Njegov sin je bil znan rimski državnik in vojskovodja Publij Kornelij Scipion Emilijski

Glej tudi:
- Tretja makedonska vojna